# Скандинавський монетний союз

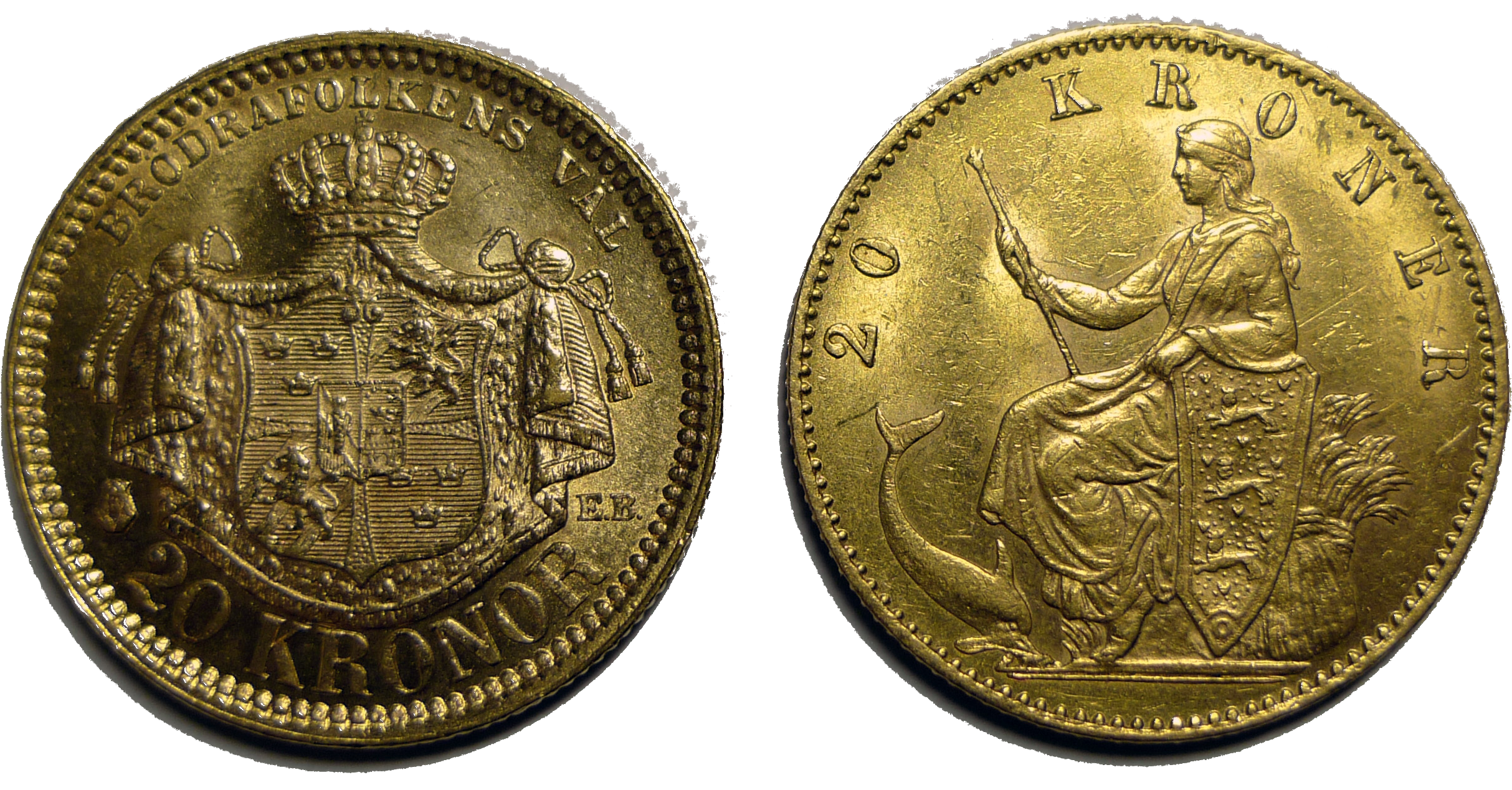
Дві ідентичні золоті монети номіналом 20 крон, з однаковою вагою та вмістом золота. Зліва шведська монета, справа данська

Скандина́вський монетний (валютний) союз (дан. Den skandinaviske møntunion, швед. Skandinaviska myntunionen, норв. Den skandinaviske myntunion) — валютний союз заснований між Данією та Швецією 5 травня 1873 року з метою фіксації вартості їх валют між собою та відносно золота (за прикладом Латинського монетного союзу заснованого у 1865). Норвегія, яка була в унії зі Швецією, але з повною внутрішньою автономією, вступила до союзу через два роки, в 1875, прив'язавши свою валюту до золота на тому ж рівні, що й Данія та Швеція.

## Опис
Згідно з умовами союзу, усі три країни запровадили нові валюти — крони (Данська крона, Шведська крона та Норвезька крона) які за вартістю прирівнювалися до 0,403 грама чистого золота (або 2,48 крони за 1 грам). Свої колишні валюти країни обмінювали за співвідношенням 1 крона =  1⁄2 данського рігсдалера = 1⁄4 норвезького рігсдалера = 1 шведському ріксдалеру. Хоч усі три валюти мали однакові назви вони випускалися як окремі валюти які, втім, мали однакову вартість і перебували в обігу на усій території союзу.
Скандинавський монетний союз припинив свою дію з початком Першої світової війни. 2 серпня 1914 року Швеція припинила обмінювати крони на золото за фіксованим курсом що поклало кінець взаємозамінності трьох валют.
Усі три країни по сьогодні використовують ті ж самі валюти що й в монетному союзі, але вони втратили прив'язку один до одного в 1914 році. Ісландська крона спочатку випускалася як похідна від данської крони з прив'язкою до неї. У 1944 році з проголошенням незалежності Ісландії від Данії країна стала випускати свою незалежну валюту.
Скандинавський монетний союз став одним з результатів політичної інтеграції Скандинавських країн в XIX столітті.